# العلاقات الأوغندية الليبيرية
العلاقات الأوغندية الليبيرية هي العلاقات الثنائية التي تجمع بين أوغندا وليبيريا.

## مقارنة بين البلدين
هذه مقارنة عامة ومرجعية للدولتين:
| وجه المقارنة                                              | أوغندا                        | ليبيريا      |
| --------------------------------------------------------- | ----------------------------- | ------------ |
| المساحة (كم2)                                             | 241.04 ألف                    | 111.37 ألف   |
| عدد السكان (نسمة)                                         | 42.86 مليون                   | 4.73 مليون   |
| الكثافة السكانية (ن./كم²)                                 | 177.81                        | 42.47        |
| العاصمة                                                   | كامبالا                       | مونروفيا     |
| اللغة الرسمية                                             | لغة إنجليزية، اللغة السواحلية | لغة إنجليزية |
| العملة                                                    | شيلينغ أوغندي                 | دولار ليبيري |
| الناتج المحلي الإجمالي (بليون دولار)                      | 25.89 مليار                   | 2.16 مليار   |
| الناتج المحلي الإجمالي (تعادل القوة الشرائية) بليون دولار | 72.25 مليار                   | 3.76 مليار   |
| الناتج المحلي الإجمالي الاسمي للفرد دولار أمريكي          | 705                           | 455          |
| الناتج المحلي الإجمالي للفرد دولار أمريكي                 | 1.77 ألف                      | 842          |
| مؤشر التنمية البشرية                                      | 0.483                         | 0.430        |
| رمز المكالمات الدولي                                      | +256                          | +231         |
| رمز الإنترنت                                              | .ug                           | .lr          |
| المنطقة الزمنية                                           | ت ع م+03:00                   | 00           |

## منظمات دولية مشتركة
يشترك البلدان في عضوية مجموعة من المنظمات الدولية، منها:
| علم المنظمة | اسم المنظمة                                 | تاريخ انضمام أوغندا | تاريخ انضمام ليبيريا |
| ----------- | ------------------------------------------- | ------------------- | -------------------- |
|             | مؤسسة التنمية الدولية                       | 27 سبتمبر 1963      | 28 مارس 1962         |
|             | البنك الإفريقي للتنمية                      | ?                   | ?                    |
|             | مؤسسة التمويل الدولية                       | 27 سبتمبر 1963      | 28 مارس 1962         |
|             | منظمة حظر الأسلحة الكيميائية                | ?                   | ?                    |
|             | الأمم المتحدة                               | 25 أكتوبر 1962      | 2 نوفمبر 1945        |
|             | الاتحاد الدولي للاتصالات                    | 8 مارس 1963         | 10 أكتوبر 1927       |
|             | منظمة الشرطة الجنائية الدولية               | ?                   | ?                    |
|             | البنك الدولي للإنشاء والتعمير               | 27 سبتمبر 1963      | 28 مارس 1962         |
|             | الاتحاد البريدي العالمي                     | ?                   | ?                    |
|             | المركز الدولي لتسوية المنازعات الاستشارية   | 14 أكتوبر 1966      | 16 يوليو 1970        |
|             | وكالة ضمان الاستثمار متعدد الأطراف          | 10 يونيو 1992       | 12 أبريل 2007        |
|             | مجموعة دول أفريقيا والكاريبي والمحيط الهادئ | ?                   | ?                    |
|             | الاتحاد الأفريقي                            | ?                   | ?                    |
|             | يونسكو                                      | 9 نوفمبر 1962       | 6 مارس 1947          |

## وصلات خارجية
- موقع وزارة الخارجية الأوغندية
- موقع وزارة الخارجية الليبيرية